# Fontaine d'Hispalis
La fontaine d'Hispalis, aussi nommée fontaine de Séville, est une fontaine située plaza Puerta de Jerez à Séville, en Andalousie.

## Histoire
La place s'appelle Puerta de Jerez parce qu'ici se trouvait une porte de la muraille orientée au sud-ouest, vers Jerez de la Frontera.
La fontaine a été commanditée par la municipalité en 1928 au sculpteur Manuel Delgado Brackenbury (es) et dessinée par Juan Bautista Míguez Roche. Elle a été installée sur la place en 1929, l'année de l'Exposition ibéro-américaine de 1929. La fontaine a des sculptures qui représentent la ville (Hispalis est le nom romain de Séville). La roue dentée symbolise l'industrie, le caducée le commerce et quelques feuilles l'agriculture. Une femme avec une tunique est assise sur des sortes de grandes feuilles de lotus, soutenue par des enfants nus, montés sur quelques grandes tortues. 
En 1939 les quatre enfants ont été retirés par ordre du maire Eduardo Luca de Tena. En 2015 des copies du même type de pierre ont été réalisées et à nouveau replacées.
Le club de football du Séville FC a l'habitude de célébrer ici ses victoires sportives.

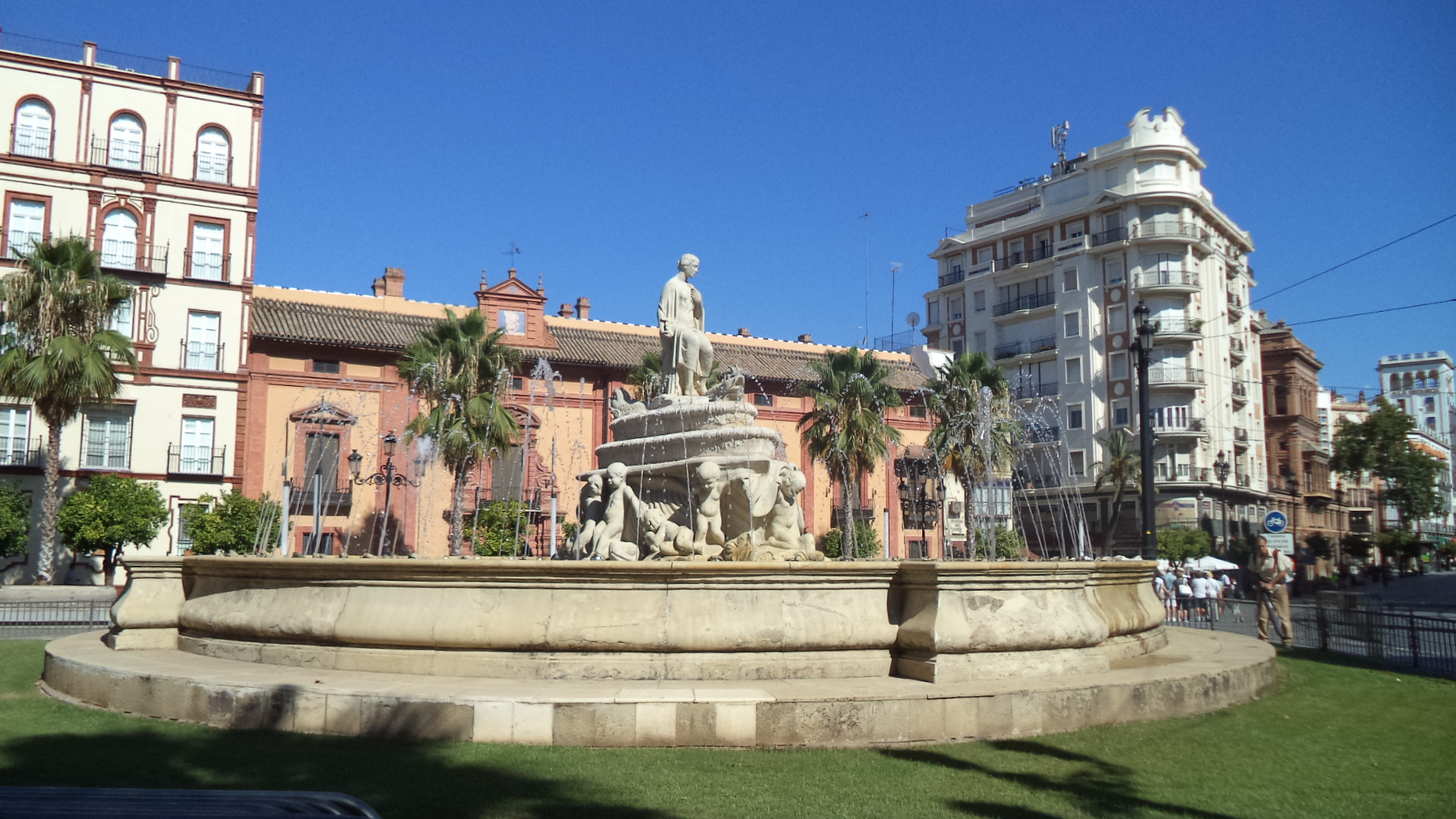
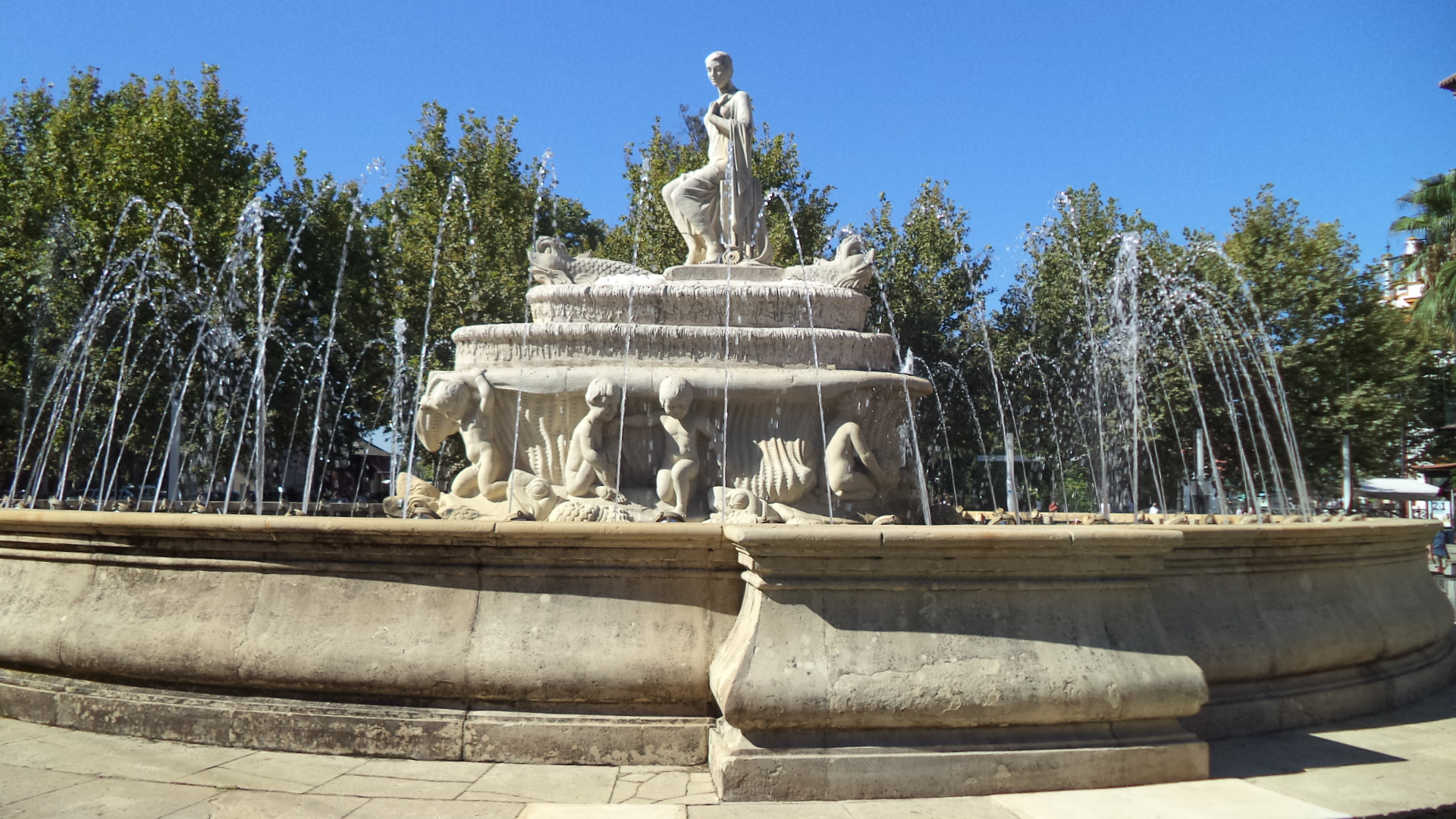
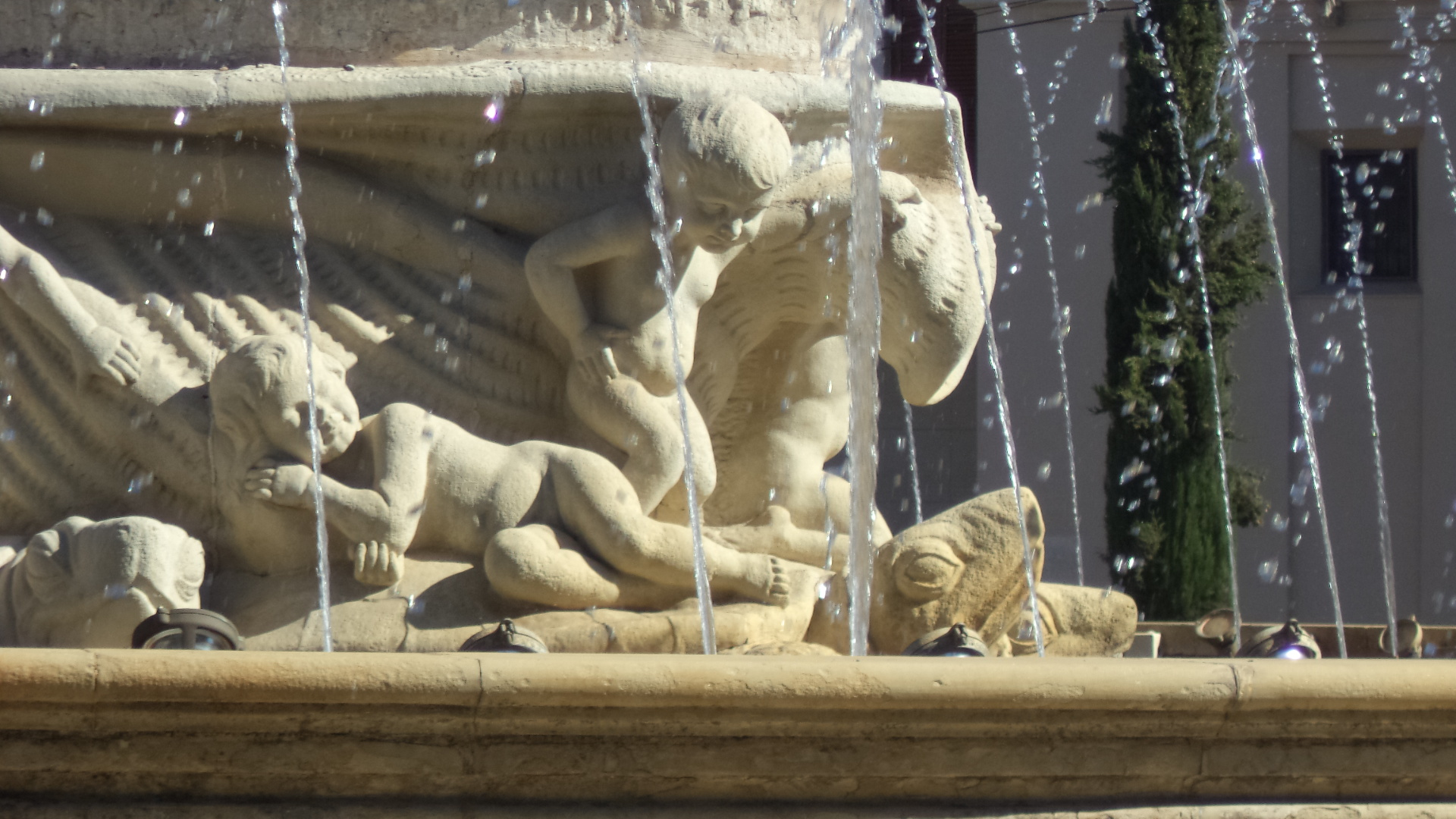
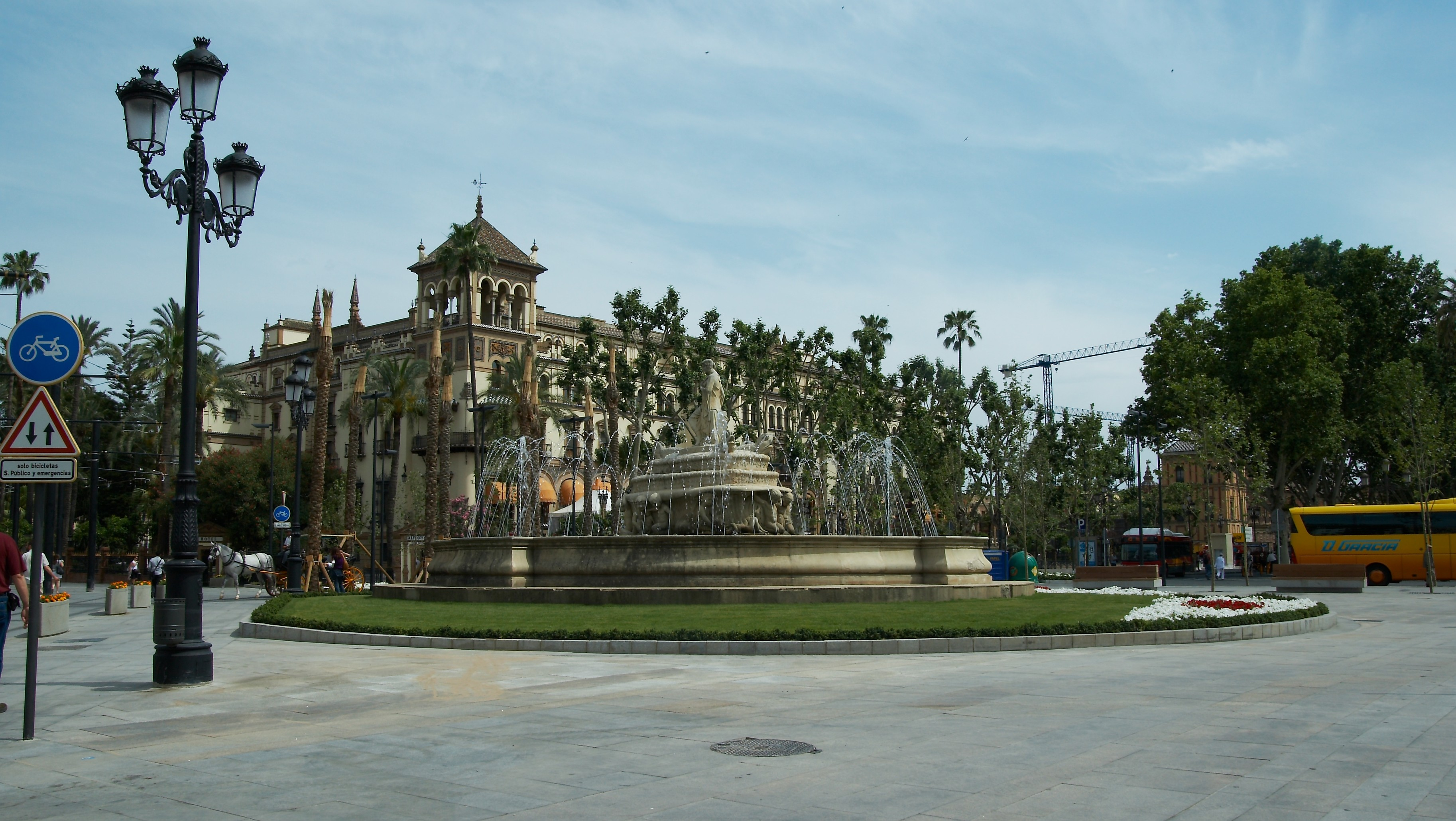